# Allocosa
Allocosa là một chi nhện trong họ Lycosidae.